# Wolfson College (Oxford)
Wolfson College (/ˈwʊlfsən/) é uma faculdade constitutiva da Universidade de Oxford, na Inglaterra. Localizada no norte de Oxford, ao longo do rio Cherwell, Wolfson é uma faculdade totalmente graduada com mais de sessenta bolsistas do corpo governante, além de bolsistas pesquisadores e juniores. Ele atende a uma ampla gama de assuntos, das humanidades às ciências sociais e naturais. Como a maioria das faculdades mais novas de Oxford, ela é mista desde sua fundação em 1965.
O filósofo liberal Sir Isaiah Berlin, em 1965, foi o primeiro presidente do colégio e foi fundamental não apenas para sua fundação, mas também para estabelecer sua tradição de excelência acadêmica e igualitarismo. A faculdade abriga o Isaiah Berlin Literary Trust e a Isaiah Berlin Lecture. O atual presidente da faculdade é Tim Hitchens.
Em 2019, a faculdade tinha uma dotação financeira de £48,5 milhões.
A faculdade começou sua existência com o nome de Iffley College, que oferecia uma nova comunidade para alunos de pós-graduação em Oxford, principalmente em ciências naturais e sociais. Doze outras faculdades da universidade forneceram bolsas para tornar possível o estabelecimento de Iffley. Em 1965, o colégio não tinha presidente nem prédio. Berlim decidiu mudar isso, finalmente garantindo o apoio da Fundação Wolfson e da Fundação Ford em 1966 para estabelecer um local separado para a faculdade, que incluía 'Cherwell', a antiga residência de JS Haldane e sua família, bem como novos edifícios construídos em torno dele. Isaac Wolfson contribuiu generosamente para a fundação do colégio. Em reconhecimento à sua contribuição, o nome da faculdade foi mudado para Wolfson College.
Ainda assim, o trabalho de Berlin como presidente do colégio estava longe de terminar. Assumindo formalmente as rédeas da faculdade em 1967, ele imaginou que Wolfson seria um centro de excelência acadêmica, mas, ao contrário de muitas outras faculdades em Oxford, também o vinculou a um forte etos igualitário e democrático. Nas palavras de Berlin, o colégio seria "novo, sem entraves e sem pirâmide".

## Edifícios e terrenos

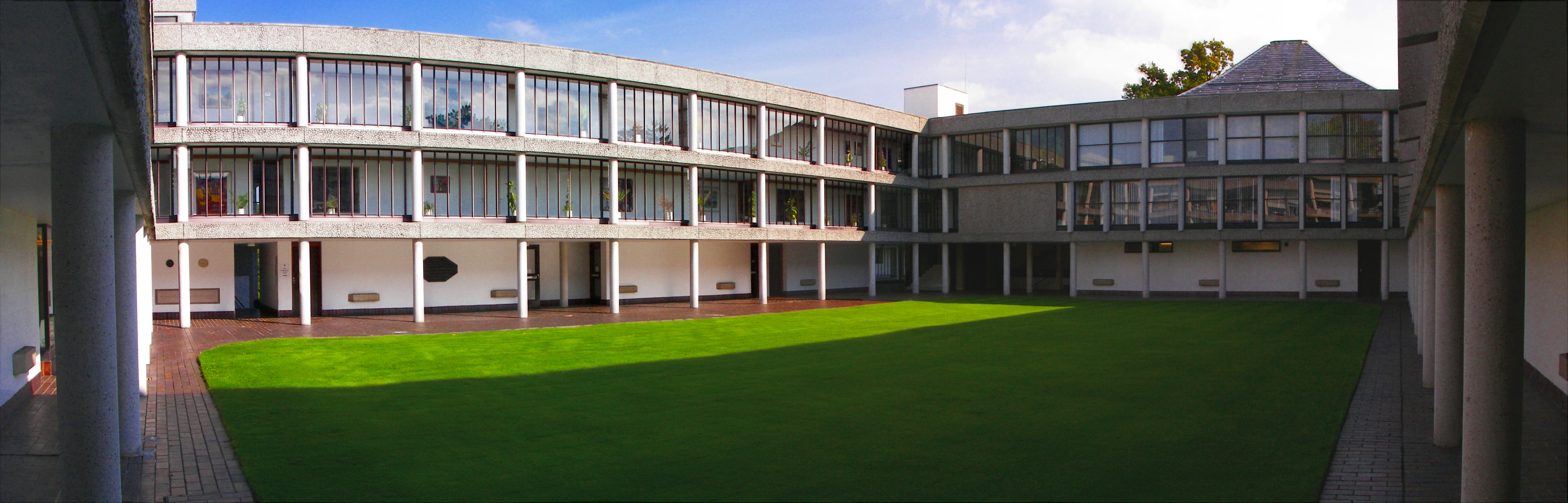
Berlin quad

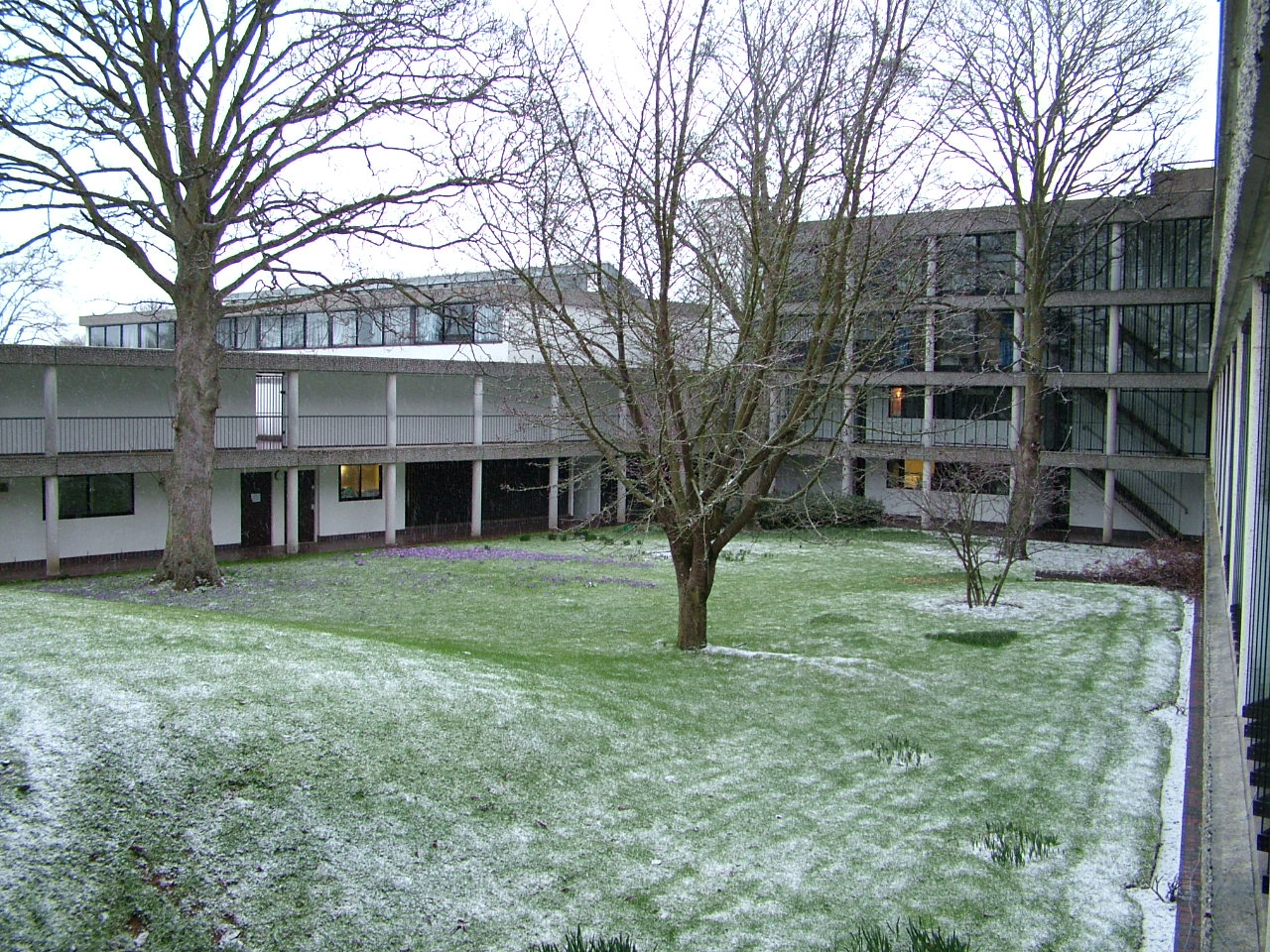
Tree quad

O prédio principal da faculdade, projetado por Powell and Moya Architects e concluído em 1974, é um dos prédios principais mais modernos de todas as faculdades de Oxford. Ele tem três quadriláteros: o quadrilátero central denominado Berlin Quad em homenagem a Isaiah Berlin, o Tree Quad construído em torno de árvores estabelecidas e o River Quad para o qual o rio Cherwell foi desviado para formar um porto de punt. O edifício principal e a passarela através do rio foram classificados como grau II em junho de 2011.

## Perfil acadêmico
Em 2008, Wolfson tinha 614 alunos de pós-graduação, 454 dos quais eram alunos DPhil. O restante estava estudando para MPhil, MSc, MSc pela Pesquisa, MSt, MSt pela Pesquisa, MBA, EMBA, MLitt, MLitt pela Pesquisa, BPhil e graus Cert. A faculdade não aceita candidatos MJur ou LLB.
Wolfson é o lar de uma série de grupos de pesquisa
- Grupo de Pesquisa do Mundo Antigo
- Grupo de Pesquisa Digital
- Grupo de Emergência Terrestre
- Lei, Justiça e Sociedade em Wolfson
- Oxford Centre for Life Writing
- Grupo de Pesquisa do Sul da Ásia
- Centro de Estudos do Tibete e Himalaia
- Grupo de pesquisa de fundações quânticas
- The Quantum Hub

Foi também lar do Centro de Estudos Sócio-Legais, Oxford, que agora se mudou para uma localização independente na cidade. A Fundação para a Lei, a Justiça e a Sociedade, afiliada ao colégio e ao Centro de Estudos Sócio-Legais, está sediada lá desde 2005.

## Pessoas notáveis associadas a Wolfson
Em direito e políticas públicas, os ex-alunos incluem o Conselheiro Médico Chefe do Governo do Reino Unido, Chris Whitty, o ex-Ministro das Relações Exteriores do Brasil e o juiz da Suprema Corte Francisco Rezek, promotor-chefe do Tribunal Penal Internacional Karim Ahmad Khan, e Eric Lander, que é Diretor de Política Científica e Tecnológica e Conselheiro Científico do Presidente no Gabinete de Joe Biden. Sigmundur Davíð Gunnlaugsson, o mais jovem primeiro-ministro da Islândia, estudou no Colégio.

### Fellows

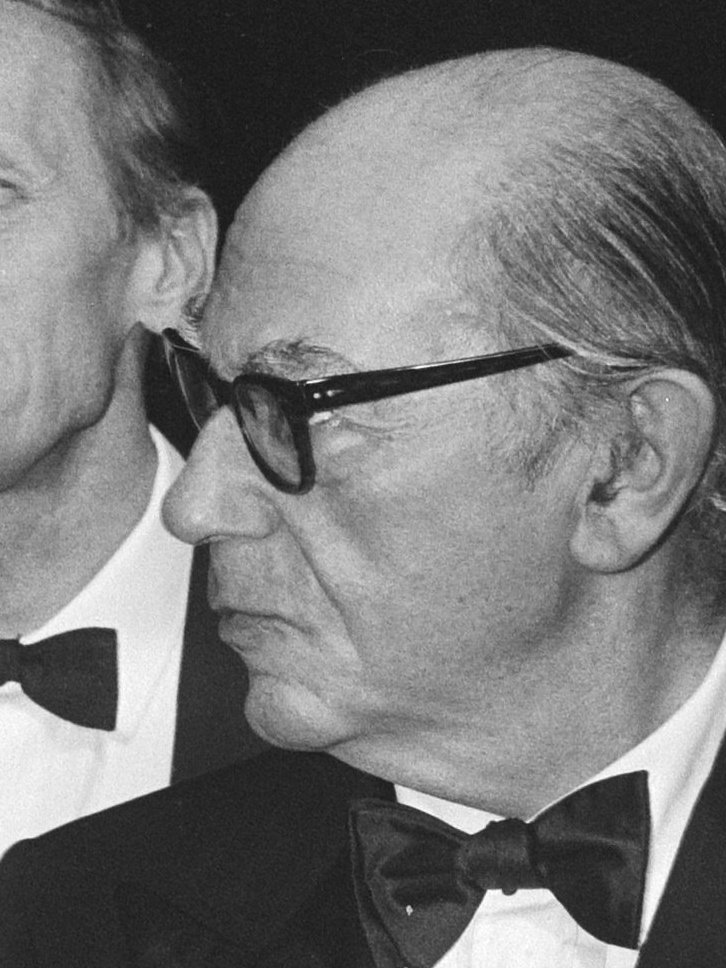
Isaiah Berlin
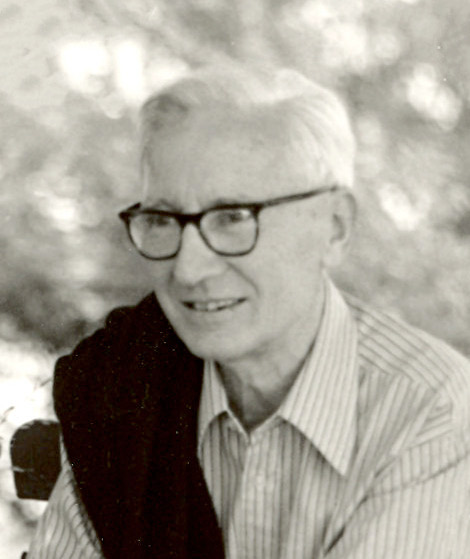
Nikolaas Tinbergen
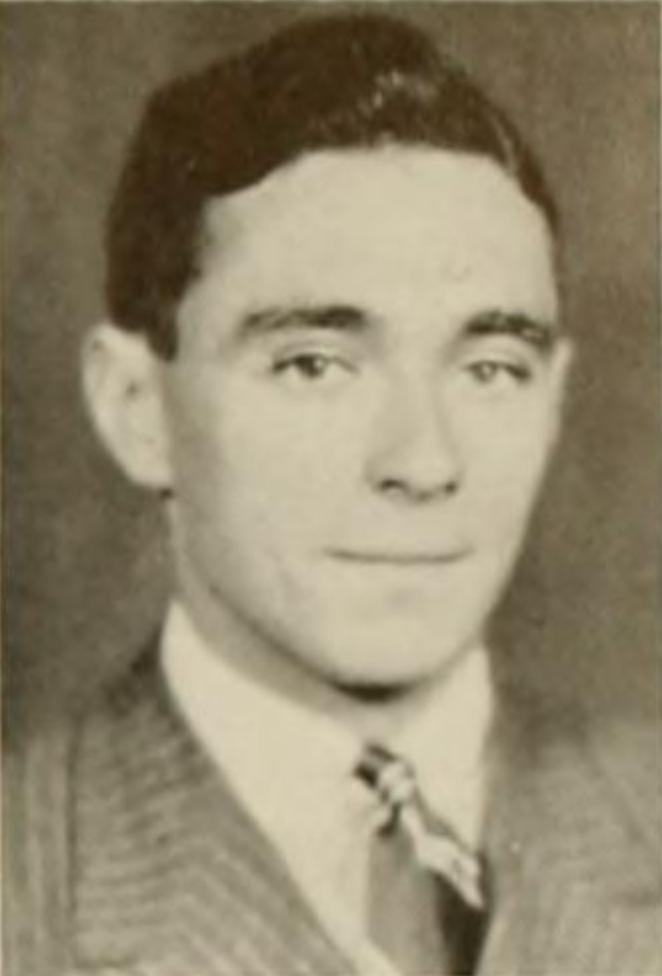
Jerome Bruner
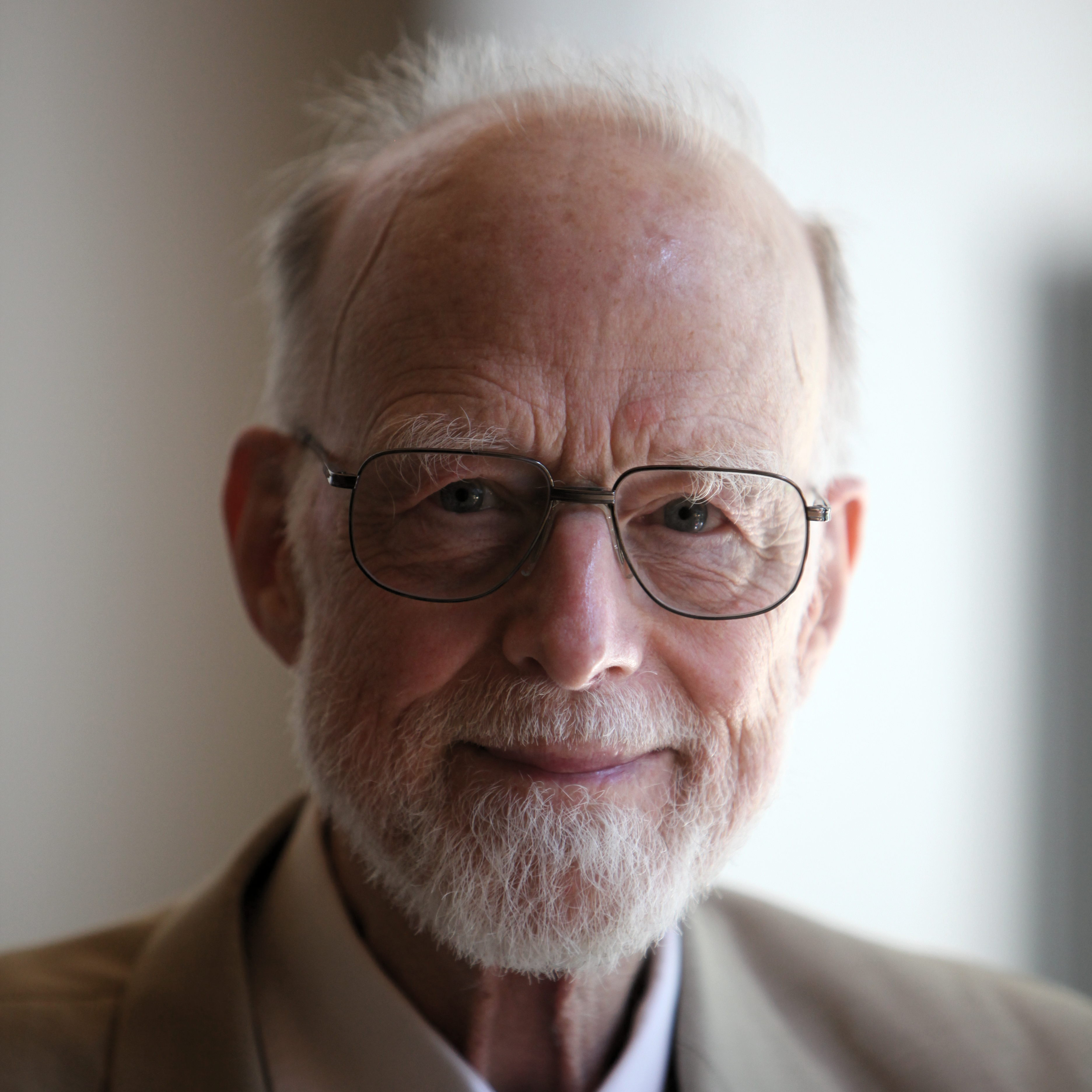
Tony Hoare
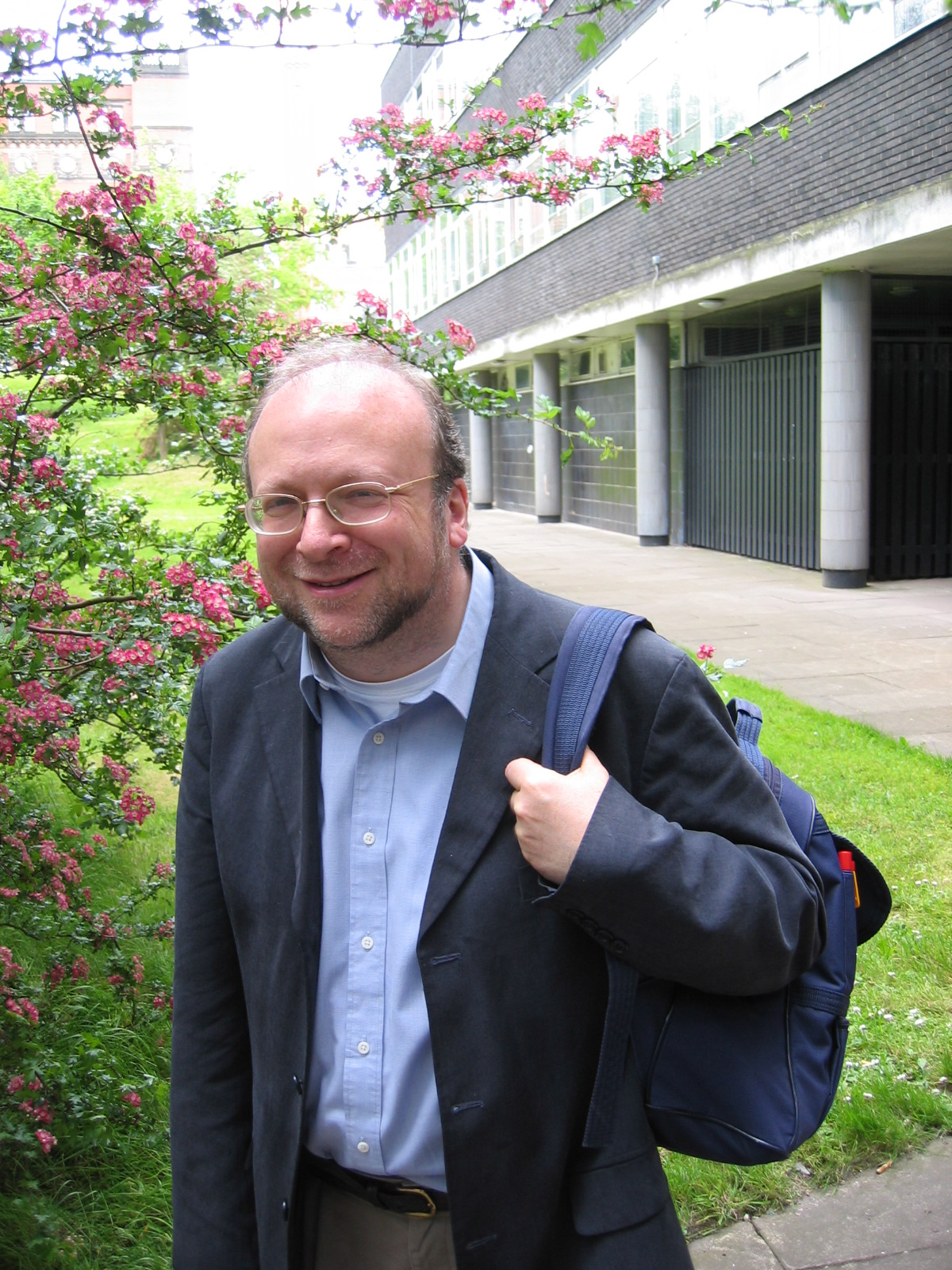
Samson Abramsky

Os atuais e ex-bolsistas notáveis do colégio incluem: William Bradshaw, Barão Bradshaw, Membro da Câmara dos Lordes; Anthony Epstein, descobridor do vírus Epstein-Barr; Steven Schwartz, vice-reitor da Macquarie University em Sydney, Austrália; Denis Mack Smith, historiador em Oxford; Niko Tinbergen, etologista holandês e ganhador do Prêmio Nobel de Fisiologia ou Medicina; e Dorothy Hodgkin, ganhadora do Prêmio Nobel de Química.